# Варгас (щат)
Вижте пояснителната страница за други значения на Варгас.
Ва̀ргас (на испански: Vargas) е един от 23-те щата на южноамериканската държава Венецуела. Намира се в северната централна част на страната, като включва крайбрежен район. Административен център на щата е град Гуайра. Общата му площ е 1497 km², а населението – 372 697 жители (по изчисления за юни 2017 г.). Основан е през 1998 г. и е кръстен в чест на първия невоенен президент на Венецуела, Хосе Мария Варгас.
Тук се намират най-големите в страната морско пристанище и летище.